# Psittacanthus schiedeanus
Psittacanthus schiedeanus é uma espécie de visco neotropical da família Loranthaceae, originária do Panamá, Costa Rica, Honduras e México.

## Ecologia
As aves são importantes no ciclo de vida da planta. Eles polinizam enquanto se alimentam do néctar e, quando se alimentam da fruta, espalham as sementes.

## Taxonomia
Psittacanthus schiedeanus foi descrita pela primeira vez por Adelbert von Chamisso e Diederich Franz Leonhard von Schlechtendal em 1830 como Loranthus schiedeanus, e em 1834, George Don a atribuiu ao género Psittacanthus.